# 프레드 트럼프
프레더릭 크라이스트 트럼프 시니어(영어: Frederick Christ Trump Sr., 1905년 10월 11일~1999년 6월 25일)는 미국의 기업인, 자선가, 부동산 개발업자이다. 미국의 제45대, 제 47대 대통령인 도널드 트럼프의 아버지이다.

## 경력
프레더릭 트럼프(Frederick Trump)와 엘리자베스 크라이스트 트럼프(Elizabeth Christ Trump)의 맏아들로 태어났다. 12세 시절에는 아버지인 프레더릭 트럼프를 잃었고 18세 시절이던 1923년에는 어머니인 엘리자베스 크라이스트 트럼프와 함께 엘리자베스 트럼프 앤 손(Elizabeth Trump & Son)을 세웠다. 둘째 아들인 도널드 트럼프에게는 엄한 아버지였다.
1926년에는 뉴욕 퀸스에 가구용 주택 20동을 건립했다. 제2차 세계 대전 시대에는 미국 동해안, 특히 펜실베이니아주 체스터, 버지니아주 뉴포트뉴스, 버지니아주 노퍽에 위치한 미국 해군 조선소 인근에는 조선소 직원 전용 연립 주택, 정원이 딸린 아파트를 건립했다. 이 주택은 종전 이후에 퇴역 군인 가족을 위한 중산층 전용 아파트로 확장되었다.
1949년에는 뉴욕 브루클린 벤슨허스트(Bensonhurst)에 쇼어 헤이븐(Shore Haven)을 건립했으며 1950년에는 뉴욕 브루클린 코니아일랜드 인근에 비치 헤이븐(Beach Haven)을 건립했다. 뉴욕 전체에 27,000개가 넘는 아파트를 설립했고 1963년부터 1964년까지는 코니아일랜드에 7,000만 달러를 투자하여 아파트 단지인 트럼프 빌리지(Trump Village)를 건립했다.
1968년에는 도널드 트럼프가 트럼프 관리 회사(Trump Management Company)에 입사했으며 1971년에는 도널드 트럼프가 트럼프 기업의 회장으로 취임했다. 이 회사는 1980년 도널드 트럼프에 의해 트럼프 기업(The Trump Organization)으로 이름을 바꿨다.

## 법적 분쟁
1927년 메모리얼 데이에는 쿠 클럭스 클랜(KKK)이 뉴욕 퀸스에서 시위를 벌였다. 이들은 개신교 신도로 거주하고 있는 미국인들이 로마 가톨릭교회 신도들이 다수를 차지하고 있던 뉴욕 경찰국으로부터 억압을 받고 있다고 주장했다. 프레드 트럼프는 경찰의 시위대 해산 명령을 따르지 않은 혐의로 체포된 7명 가운데 한 사람이었지만 나중에 석방되었다.
1950년부터 프레드 트럼프가 소유한 부동산에 거주했던 포크송 싱어송라이터인 우디 거스리는 집주인이 "인간의 마음"에 인종 혐오감을 불러일으킨다고 그를 비난하는 가사를 썼다.
1954년에는 트럼프 기업이 공공 기관과의 계약을 통해 부당 이득을 챙긴 혐의로 미국 상원 위원회의 조사를 받았다.
1973년에는 백인에게는 방을 내주고 흑인에게 방을 내주지 않는 등 타인의 시민권을 침해한 혐의로 인해 전국 도시 동맹(National Urban League)으로부터 고발당하면서 미국 법무부의 조사를 받았다.

## 사생활
프레드 트럼프는 루터교 신자였으며 1936년 1월에는 영국 스코틀랜드 태생의 가정부였던 메리 앤 매클라우드 트럼프와 결혼했다. 프레드와 메리 트럼프 부부는 뉴욕 퀸스 자메이카에 거주했고 슬하에 3남 2녀를 두었다. 알츠하이머병으로 6년 동안 투병 생활을 했으며 1999년 6월에 폐렴으로 사망했다.